# Batalla de Saltanovka
La batalla de Saltánovka (francés: Bataille de Mogilev) fue una batalla de la invasión francesa de Rusia de 1812 entre el 7.º Cuerpo bajo el general Nikolái Rayevski y el I Cuerpo del Ejército del Mariscal Louis Nicolas Davout.

## Avance del I Cuerpo francés y retirada del ejército ruso
El 2.º Ejército ruso, dirigido por Piotr Bagratión esperaba unirse con el principal ejército ruso bajo Mijaíl Barclay de Tolly después de que las fuerzas francesas tomaran Maguilov y bloquearan el cruce del río Dniéper. Bagratión envió al general Nikolái Rayevski contra 5 divisiones francesas dirigidas por Louis Nicolas Davout, que estaba entre el 2.º Ejército ruso y el ejército principal de Barclay. El cuerpo francés contaba con más de 28.000 soldados presentes, entre ellos 3 divisiones de infantería bajo los generales Jean Dominique Compans, Dessaix y Claparède y una numerosa caballería bajo los generales Bordesoule y Valence, pero solo una fracción del cuerpo francés estuvo en esta batalla. Mientras tanto, los rusos habían desplegado alrededor de 20.000 soldados, bajo Nikolái Rayevski.
El 20 de julio, la mayor parte del I Cuerpo de Ejército se detuvo en Maguilov. Davout envió al 3.er Regimiento de Chasseurs a Caballo y al 85.ª de Infantería de Línea hacia abajo, a lo largo del margen derecha del río, en busca de Bagratión. Los Chasseurs encontraron 5 regimientos de cosacos del conde Sievers y el escuadrón líder fue destruido. Los tres escuadrones franceses restantes huyeron detrás del 85a de Infantería de Línea (El tercer Cazadores tuvo 500 bajas y perdió 200 prisioneros.)
Un testigo escribió "Cerca de las 9 de la mañana el tercero de Cazadores, que constituían la vanguardia, fue tomado por sorpresa y pronto retrocedió hacia la línea de infantería, que apenas tuvo tiempo de reagruparse y dar la cara a la caballería rusa. Más de 150 cazadores y el coronel del regimiento fueron capturados o muertos." Así, a horcajadas sobre el camino hacia Orsha y Smolensk y flanqueado por el río Dniéper los franceses bloquearon la retirada del Segundo Ejército Occidental. Bagratión ordenó VII Cuerpo de Rayevski para lanzar un ataque de diversión, mientras que él trataba de encontrar un cruce del Dniéper en Stary Býjov.

## Fuerzas
Davout pasó la noche del 22 de julio,  preparando su posición de cerca Saltánovka. Era una posición fuerte: el puente sobre Stary Býjov estaba atrincherado, los zapadores rompieron el molino y puente cerca de Fatovo y abrieron aspilleras en la pared izquierda de la taberna local para sus cañones ligeros, con fin de cubrir el avance ruso. Davout ocupó Fatovo con 5 batallones de 108.ª de Infantería de Línea y la 1 batallón de Infantería de Línea del regimiento 85. Cerca Saltánovka fueron desplegados 3 batallones del 85. Ambos regimientos pertenecían a la división de Dessaix. Entre las aldeas de Fatovo y Seletz quedaron 4 batallones del regimiento 61 de Infantería de Línea de la división de Compans. En la reserva estaban batallones de 61 y uno del 85. La 5.ª división de Valence de caballería pesada (Regimientos 6.º, 11.º y 12.º de Coraceros y la 12.ª de cañones a caballos), 3.ª División de Caballería ligero de Chastel (sexto de húsares, octavo de Cazadores, 6.º y 25.º Cazadores, tres regimientos de caballería ligera de Baviera, y 6 cañones a caballos), y el diezmado 3.º Regimiento de Cazadores fueron colocados cerca de Seletz.
Por su parte los rusos contaban con cinco regimientos de la 26 División y tres regimientos de la 12.ª División, veinte escuadrones de caballería del VI Cuerpo de Sievers, tres regimientos cosacos y 72 cañones. 

## Batalla

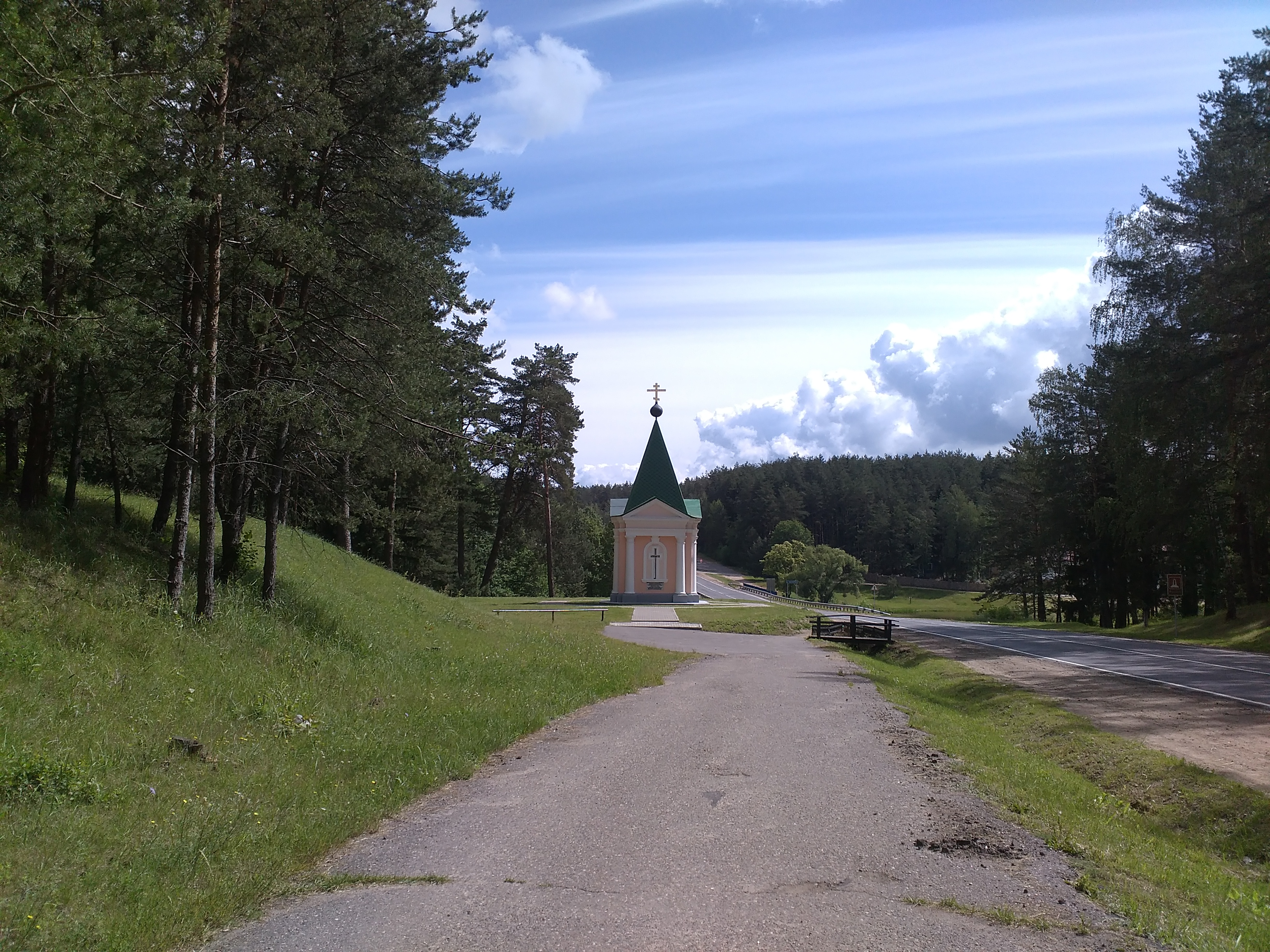
La capilla en el lugar de la batalla

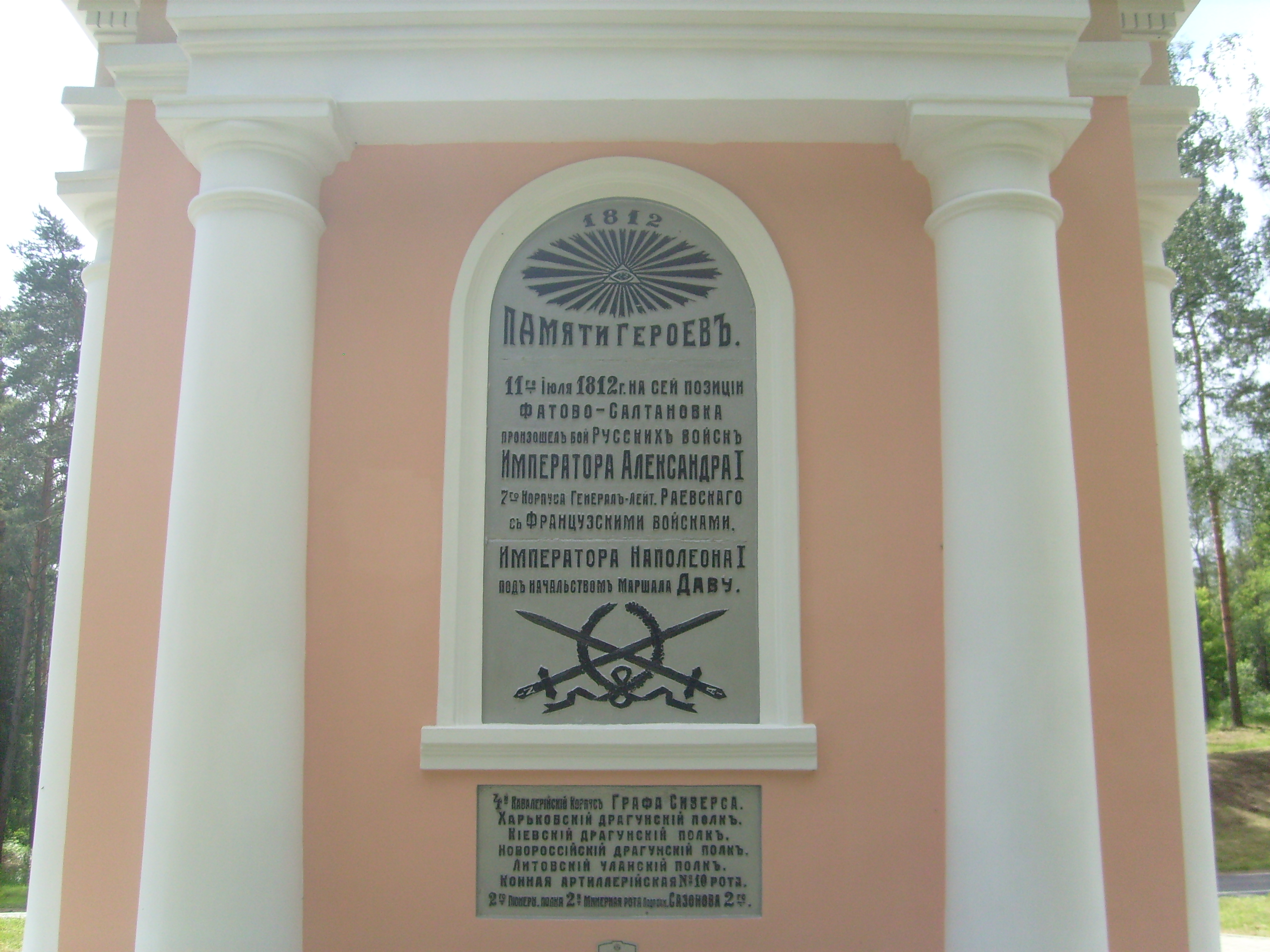
La capilla en el lugar de la batalla

La batalla comenzó a las 8 de la mañana del 23 de julio de 1812 en el bosque circundante cuando los Regimientos 6.º y 42.º de Jägers rusos y la caballería hicieron retroceder a las avanzadillas francesas hasta la aldea de Fatovo, no sin que estos antes hicieran retroceder a un primer batallón ruso. Los franceses, superados en tres a uno, se retiraron hasta la línea principal bajo el fuego de una batería rusa de 36 cañones mientras las divisiones de Piotr Kolyubakin y Iván Paskévich (12.ª y 26.ª, respectivamente) avanzaron al grito de ¡Hurra! hasta el puente destruido. Los cañones franceses, omitiendo el fuego de contra-batería, se concentraron en los primeros batallones de rusos que aun así pudieron llegar al puente y tomarlo. Cruzando la corriente de agua los rusos llegaron hasta la aldea en el mismo momento que los refuerzos franceses empezaban a desplegarse.
Tres escuadrones de Cazadores franceses cabalgaron hacia Saltánovka, mientras un escuadrón del caballería ligera de lanceros se dirigió hacia Fatovo. La respuesta rusa fue lanzar una brigada de dragones a Saltánovka para ayudar al avance de la infantería rusa, pero como tenían que atravesar el curso de agua su llegada se retrasaría, y por el momento la iniciativa recae en el Caballería francesa. Estos dos escuadrones de Chasseur lanzados inmediatamente hacia los batallones rusos que trataban de alcanzar la aldea, lo que obligó a su regimiento de vanguardia a formar en cuadrado, que dio lugar a que la caballería francesa se retirase. Pero, por desgracia para los rusos, el efecto fue detener su avance y presentar algunos objetivos inmóviles a la artillería francesa con desastroso resultado. En Fatovo, sin bombardeo preliminar, la infantería rusa pululaba al ataque. Varios batallones cargaron pero no lograron infiltrarse en las fuertes defensas francesas, y comenzó un duelo de mosquetes inconexo en el que los franceses tenían ventaja. Una vez perdido el tiroteo, los rusos se encontraron en una posición extremadamente difícil y la iniciativa se volvió rápidamente a favor de los franceses. Aprovechando cualquier oportunidad que vieron, los batallones de apoyo (dos del 61.º) franceses hicieron retroceder en rápidos y decisivos empujes con cargas a la bayoneta, arrojando a los rusos al otro lado del río hasta que ellos mismos se vieron obligados a retirarse bajo el fuego de una batería avanzada rusa de 6 cañones.
En Saltánovka, los regimientos de Poltava rusos, con ayuda de una batería de 12 cañones, lanzaron ataques parciales contra un solitario batallón francés, que resistió valientemente, hasta que finalmente fue superado por el desgaste. Los batallones franceses de apoyo entonces (4 del 108.ª Regimiento de Línea) ocuparon el pueblo de Saltánovka y, escondidos entre el alto centeno que rodeaba las cuatro chozas de Saltánovka esperaron lo inevitable: el asalto de la infantería rusa. Con poco o ningún apoyo efectivo de sus 6 cañones avanzados, los rusos encontraron difícil avanzar, y limitaron su ataque a avances parciales con solo un batallón comprometido cada vez, los franceses fueron capaces de hacer retroceder fácilmente de nuevo a los rusos.
Según relato de Paskiévich: 

Los batallones Nizhni Nóvgorod y Orlov en primer lugar derrotaron al enemigo y cruzaron el puente, ocuparon una posada y el pequeño pueblo de varias chozas de campesinos de ese lado del barranco. Apenas si se hubieron desplegado, cuando de este pequeño pueblo aparecieron cuatro batallones franceses; acostado entre el centeno, se levantaron a una distancia de 60 metros, descargaron sus fusiles y cargaron a la bayoneta. Los combates empezaron cuerpo a cuerpo. Los franceses se precipitaron sobre la bandera blanca del Regimiento Orlov y la tomaron tras matar al alférez. [Uno de] nuestros suboficiales trató de arrebatársela del francés, pero él fue asesinado. La bandera se perdió de nuevo. Una vez más fue capturada, y en la lucha se rompió el estandarte. En este momento el ayudante del Regimiento Orlov se precipitó en el centro, cogió la bandera y se lo llevaba de la pelea. Coronel Ladyzhenski fue herido en la mandíbula ... La mitad de nuestros dos batallones resultaron muertos o heridos. Se vieron obligados a retirarse y arrojados de nuevo al bosque. Fueron perseguidos por dos batallones.

En Fatovo, los rusos se habían agotado tras muchos ataques infructuosos contra la aldea, y ahora decidieron traer su artillería avanzada (los 6 cañones) al ataque. Los franceses lucharon entre los múltiples incendios provocados por este fuego de artillería durante treinta a cuarenta y cinco minutos, pero esto minó su fuerza, y no pudieron resistir el asalto de la infantería rusa cuando finalmente llegó. El Molino de Fatovo estaba ahora en manos de los rusos. Hasta este momento todo había estado a favor de los franceses, que habían resistido cada asalto, y habían mantenido la iniciativa en todas las áreas. Pero con el molino perdido, y los Granaderos rusos avanzando implacablemente por el bosque, las cosas parecían sombrías. Luego la crisis golpeó a los franceses. Un destacamento de dragones rusos había avanzado hacia Fatovo, acto que los lanceros franceses intentaron interceder, pero más superados en número fueron derrocados con rapidez dejando indefensa a una batería francesa. Dos batallones franceses del Regimiento 61.º de Línea que habían sido enviados al frente para tratar de contener a la infantería rusa que anteriormente había sido expulsada hacia atrás a través del río, giró hacia la nueva amenaza, pero esto expuesto su flanco a la infantería rusa. En un golpe decisivo, la batería fue golpeado por el flanco, como también lo fue la infantería de apoyo francés, los franceses se tambalearon por este asalto combinado, y tanto su infantería y artillería fueron golpeados, con numerosos cañones siendo abandonado al enemigo. Pero estaba claro que esto había sido el último aliento de esfuerzo por parte de los rusos comprometido entre Saltánovka y Fatovo, y se estableció una tregua en todo el campo para recoger y atender a los heridos. Los franceses fueron capaces de maximizar las reservas, reemplazando eficazmente todos los batallones que habían perdido anteriormente en la lucha, todos lo que los rusos tenían disponibles eran los granaderos, que solo ahora aparecían en el borde del bosque. Los franceses solo tenía que contener a los rusos y presumiblemente podrían ganar el día. Por otra parte, los franceses todavía mantienen en reserva los tres regimientos de coraceros de élite, con apoyo favorable dos baterías de artillería a caballo, y esto reforzó la moral del ejército francés enormemente. Los Granaderos rusos fueron expulsados de la línea del bosque, y desplegaron una doce batería de 12 cañones en la posición en la orilla de la corriente, que se extendía entre ellos y el pueblo Fatovo - si las apariencias pueden ser decisivos entonces serían imparable, pero estaba claro que la división de granaderos ya no tenía la voluntad de luchar. La desaparición de las dos divisiones de línea rusa en Saltánovka, fue minando la lucha de los Granaderos - el oficial al mando fue escuchado al bramar, '¿dónde están mis granaderos? Estos hombres luchan como los campesinos! " Varios batallones de 85.º y de 108.º intentaron capturar los 6 cañones. Cruzaron el arroyo y avanzaron con vigor contra el enemigo en la orilla del río. Sin embargo, cuando el oficial líder fue herido y la infantería rusa contraatacó en el mismo momento en que los franceses se retiró a regañadientes a su lado de la corriente, y tras reagruparse cortaron a través de la Granaderos como la mantequilla - la moral del ejército ruso se habían derrumbado. Los franceses habían salido victoriosos.
Por su parte en Saltánovka, tras el repliegue de los batallones en cabeza de la aldea, la 12.ª División de Raevski atacó de frente por la derecha, la situación de los bosques no permitía el flanqueo, con el general Raevski y sus dos hijos de 11 y 17 años encabezando al Regimiento Smolenski... solo para ser aniquilados por una batería francesa que, justo enfilando la carretera y tras un puentecillo, disparó a placer sobre los rusos. A las 16:00 horas ambos generales, cada uno en un flanco, seguían tratando de rodear y aplastar a los franceses, pero el cansancio agotó pronto a las tropas y solo la caballería permanecía combatiendo. Davout ordenó a varios batallones del 111.º de Infantería de Línea, la división Cuirassier de Valence y la división de caballería ligera de Chastel para avanzar en apoyo de Dessaix. Por su parte en Fatovo, unidades del 108.º y del 8.5.º también comenzaron un contraataque
Paskévich aún trató de maniobrar una última vez por la derecha con ayuda de los Jägers, mientras las tropas del anciano coronel Savoini lo sustituía, pero antes llegó la orden de retirada. Relato de Paskévich: 

Para dar tiempo a las tropas para organizarse, pedí la artillería acercar, dos cañones desde el flanco derecho al izquierda en la entrada del bosque ... Los demás debían volver a pasar al bosque al trote. A los tiradores se les dijo que cuando se retiraran los últimas dos cañones, podrían volver corriendo a los flancos de la artillería. Todo esto se llevó a cabo con precisión. El enemigo, al ver esta aparente retirada, se precipitó de cabeza sobre nosotros [el contraataque desde Fatovo], pero aquí, siendo recibidos por los disparos de los dos cañones y el fuego del batallón de los dos regimientos, se detuvieron y pasamos al bosque con tanto éxito que no he perdido ningún arma...

 La caballería rusa ocupó las colinas bajo cobertura de cañón mientras los rusos se retiraban.

## Consecuencias
Compans con los Regimientos 61.º y 111.º persiguieron al enemigo hasta el anochecer. La acción de retaguardia en Maguilov permitió a los ingenieros de Bagratión construir un puente sobre el río Dniéper en Stary Býjov por el cual su Segundo Ejército Occidental cruzó, y continuó su retirada hacia Smolensk, a través Mtsislav. Los rusos perdieron entre 2.500 y 5.200 soldados, con la estimación más alta que suministra el mariscal Davout de 1.200 muertos y 4.000 heridos. Las estimaciones de las pérdidas francesas varían entre 1.000 hombres, que incluyen 100 presos del Regimiento de Línea 108.º y una estimación más alta de 4134 muertos, heridos y desaparecidos. Además de 11 cañones que luego fueron recuperados y el águila del 108.º Regimiento.